# Discografia dei Simply Red
La seguente è una discografia comprensiva del gruppo musicale britannico Simply Red.

## Album

### Album in studio
| Anno                                                                                               | Titolo                                                                                    | Classifiche | Classifiche | Classifiche | Classifiche | Classifiche | Classifiche | Classifiche | Classifiche | Classifiche | Classifiche | Classifiche | Classifiche | Certificazioni |
| Anno                                                                                               | Titolo                                                                                    | UK          | AUS         | AUT         | FRA         | GER         | ITA         | NLD         | NOR         | NZ          | SWE         | SWI         | US          | Certificazioni |
| -------------------------------------------------------------------------------------------------- | ----------------------------------------------------------------------------------------- | ----------- | ----------- | ----------- | ----------- | ----------- | ----------- | ----------- | ----------- | ----------- | ----------- | ----------- | ----------- | --- |
| 1985                                                                                               | Picture Book - Pubblicazione: ottobre 1985 - Etichetta: East West Records                 | 2           | 6           | 10          | —           | 8           | 8           | 1           | —           | 9           | 26          | 12          | 16          | - AUS: 2× Platino - AUT: Oro - FRA: Oro - GER: 3× Oro - ITA: Oro - NLD: Platino - SWI: Platino - UK: 5× Platino - US: Platino                                 |
| 1987                                                                                               | Men and Women - Pubblicazione: marzo 1987 - Etichetta: East West Records                  | 2           | 5           | 3           | 10          | 3           | 1           | 2           | 6           | 4           | 4           | 1           | 31          | - AUT: Oro - FRA: Oro - GER: Platino - ITA: Platino - NLD: Oro - SWI: Oro - UK: 3× Platino                                                                    |
| 1989                                                                                               | A New Flame - Pubblicazione: febbraio 1989 - Etichetta: East West Records                 | 1           | 2           | 2           | 2           | 2           | 1           | 4           | 4           | 1           | 4           | 1           | 22          | - AUS: 3× Platino - AUT: Platino - CAN: Platino - FRA: Platino - GER: Platino - ITA: 4× Platino - NLD: 2× Platino - SWI: Platino - UK: 7× Platino - US: Oro   |
| 1991                                                                                               | Stars - Pubblicazione: settembre 1991 - Etichetta: East West Records                      | 1           | 7           | 1           | 6           | 2           | 2           | 3           | 11          | 2           | 7           | 2           | 76          | - AUS: 2× Platino - AUT: 2× Platino - CAN: Oro - FRA: Platino - GER: 5× Oro - ITA: 4× Platino - NLD: 2× Platino - SWI: 2× Platino - UK: 12× Platino - US: Oro |
| 1995                                                                                               | Life - Pubblicazione: ottobre 1995 - Etichetta: East West Records                         | 1           | 7           | 1           | 7           | 1           | 2           | 3           | 11          | 3           | 2           | 1           | 75          | - AUS: Platino - AUT: Platino - FRA: Oro - GER: Platino - ITA: 2× Platino - NLD: Platino - SWI: Oro - UK: 5× Platino                                          |
| 1998                                                                                               | Blue - Pubblicazione: maggio 1998 - Etichetta: East West Records                          | 1           | 38          | 1           | 21          | 1           | 5           | 25          | 17          | 13          | 5           | 3           | 145         | - AUT: Platino - GER: Oro - SWI: Oro - UK: 2× Platino |
| 1999                                                                                               | Love and the Russian Winter - Pubblicazione: novembre 1999 - Etichetta: East West Records | 6           | —           | 3           | 57          | 2           | 16          | 41          | —           | —           | 31          | 8           | —           | - AUT: Oro - GER: Platino - UK: Platino |
| 2003                                                                                               | Home - Pubblicazione: marzo 2003 - Etichetta: Simplyred.com                               | 2           | 15          | 8           | 8           | 5           | 1           | 2           | —           | 19          | 40          | 6           | 187         | - AUT: Oro - CAN: Oro - FRA: Oro - GER: Platino - ITA: 2× Platino - NLD: 2× Platino - SWI: Oro - UK: 2× Platino                                               |
| 2005                                                                                               | Simplified - Pubblicazione: ottobre 2005 - Etichetta: Simplyred.com                       | 3           | —           | 2           | 64          | 4           | 4           | 10          | —           | —           | 47          | 3           | —           | - UK: Oro |
| 2007                                                                                               | Stay - Pubblicazione: marzo 2007 - Etichetta: Simplyred.com                               | 4           | —           | 6           | 58          | 4           | 5           | 3           | —           | —           | —           | 6           | 156         | - ITA: Oro - NLD: Oro - UK: Oro |
| 2015                                                                                               | Big Love - Pubblicazione: 29 maggio 2015 - Etichetta: East West Records                   | 4           | 22          | 11          | —           | 6           | 21          | 2           | —           | 13          | —           | 10          | —           | - UK: Oro |
| 2019                                                                                               | Blue Eyed Soul - Pubblicazione: 8 novembre 2019 - Etichetta: BMG Rights Management        | 6           | —           | 5           | 57          | 11          | 24          | 27          | —           | —           | —           | 17          | —           | |
| 2023                                                                                               | Time - Pubblicazione: 26 maggio 2023 - Etichetta: Warner Music Group                      | 8           | 7           | —           | 83          | 9           | 63          | —           | —           | —           | —           | 11          | —           | |
| "—" indica una pubblicazione che non si è classificata o che non è stata pubblicata in quel Paese. |                                                                                           |             |             |             |             |             |             |             |             |             |             |             |             | |

### Raccolte
| Anno                                                                                               | Titolo                                                                                     | Classifiche | Classifiche | Classifiche | Classifiche | Classifiche | Classifiche | Classifiche | Classifiche | Classifiche | Classifiche | Classifiche | Classifiche | Certificazioni                                                                                           |
| Anno                                                                                               | Titolo                                                                                     | UK          | AUS         | AUT         | FRA         | GER         | ITA         | NLD         | NOR         | NZ          | SWE         | SWI         | US          | Certificazioni                                                                                           |
| -------------------------------------------------------------------------------------------------- | ------------------------------------------------------------------------------------------ | ----------- | ----------- | ----------- | ----------- | ----------- | ----------- | ----------- | ----------- | ----------- | ----------- | ----------- | ----------- | --- |
| 1996                                                                                               | Greatest Hits - Pubblicazione: ottobre 1996 - Etichetta: East West Records                 | 1           | 4           | 1           | 2           | 2           | 3           | 3           | 8           | 1           | 3           | 4           | 116         | - AUS: 4× Platino - AUT: Platino - FRA: 2× Oro - GER: Platino - NLD: Platino - SWI: Oro - UK: 6× Platino |
| 2000                                                                                               | It's Only Love - Pubblicazione: novembre 2000 - Etichetta: East West Records               | 27          | —           | 5           | 8           | 35          | 26          | 40          | 19          | —           | 19          | 32          | —           | - AUT: Oro - GER: Oro - UK: Oro                                                                          |
| 2003                                                                                               | The Very Best of Simply Red - Pubblicazione: aprile 2003 - Etichetta: Simplyred.com        | —           | —           | 30          | 20          | 36          | 18          | 21          | —           | —           | —           | 28          | —           | - NLD: Oro                                                                                               |
| 2008                                                                                               | Simply Red 25: The Greatest Hits - Pubblicazione: novembre 2008 - Etichetta: Simplyred.com | 9           | —           | 25          | —           | 17          | 19          | 3           | —           | 11          | —           | 22          | —           | - AUS: Oro - GER: Platino - ITA: Oro - NLD: Oro - SWI: Oro - UK: 3× Platino                              |
| 2010                                                                                               | Songs of Love - Pubblicazione: febbraio 2010 - Etichetta: Simplyred.com                    | 12          | —           | —           | —           | 86          | 28          | —           | —           | —           | —           | 37          | —           | - UK: Argento                                                                                            |
| 2013                                                                                               | Song Book 1985-2010 - Pubblicazione: dicembre 2013 - Etichetta: Simplyred.com              | 41          | 16          | —           | —           | —           | —           | —           | —           | 6           | —           | —           | —           | - UK: Oro                                                                                                |
| "—" indica una pubblicazione che non si è classificata o che non è stata pubblicata in quel Paese. |                                                                                            |             |             |             |             |             |             |             |             |             |             |             |             | |

### Album dal vivo
- Manchester (1996)
- London (1998)
- In Concert (2000)
- Cuba! (2006)
- Concert d'adieux - Goodbyes concert - Anvers (2010)
- Mediolanum Forum Milan (2010)
- Rockhal du Luxembourg (2010)
- Simply Red Farewell - Live in Concert at Sydney Opera House (2011)
- Symphonica in Rosso - Live at Ziggo Dome, Amsterdam (2018)

## Singoli
| Anno                                                                                               | Singolo                                   | Classifiche | Classifiche | Classifiche | Classifiche | Classifiche | Classifiche | Classifiche | Classifiche | Classifiche | Classifiche | Classifiche | Classifiche | Classifiche | Classifiche | Classifiche | Certificazioni                      | Album di provenienza             |
| Anno                                                                                               | Singolo                                   | UK          | AUS         | AUT         | BEL         | CAN         | FRA         | GER         | IRL         | ITA         | NLD         | NOR         | NZ          | SWE         | SWI         | US          | Certificazioni                      | Album di provenienza             |
| -------------------------------------------------------------------------------------------------- | ----------------------------------------- | ----------- | ----------- | ----------- | ----------- | ----------- | ----------- | ----------- | ----------- | ----------- | ----------- | ----------- | ----------- | ----------- | ----------- | ----------- | ----------------------------------- | -------------------------------- |
| 1985                                                                                               | Money's Too Tight (to Mention)            | 13          | 21          | —           | 17          | 51          | 29          | —           | 9           | 4           | 22          | —           | 8           | —           | —           | 28          |                                     | Picture Book                     |
| 1985                                                                                               | Come to My Aid                            | 66          | —           | —           | —           | —           | —           | —           | —           | 11          | —           | —           | 24          | —           | —           | —           |                                     | Picture Book                     |
| 1986                                                                                               | Jericho                                   | 53          | —           | —           | 20          | —           | —           | 57          | —           | —           | 13          | —           | —           | —           | —           | —           |                                     | Picture Book                     |
| 1986                                                                                               | Holding Back the Years                    | 2           | 16          | 22          | 8           | 6           | —           | —           | 1           | 20          | 5           | —           | 40          | —           | —           | 1           | - UK: Oro                           | Picture Book                     |
| 1986                                                                                               | Open Up the Red Box                       | 61          | 70          | —           | 24          | —           | —           | —           | 28          | —           | —           | —           | 38          | —           | —           | —           |                                     | Picture Book                     |
| 1987                                                                                               | The Right Thing                           | 11          | 17          | —           | 4           | 21          | —           | 27          | 12          | 4           | 5           | —           | 9           | —           | 10          | 27          |                                     | Men and Women                    |
| 1987                                                                                               | Infidelity                                | 31          | 54          | —           | 34          | —           | —           | —           | 13          | 22          | 57          | —           | 26          | —           | —           | —           |                                     | Men and Women                    |
| 1987                                                                                               | Maybe Someday                             | 88          | —           | —           | —           | —           | —           | —           | —           | —           | —           | —           | —           | —           | —           | —           |                                     | Men and Women                    |
| 1987                                                                                               | Ev'ry Time We Say Goodbye                 | 11          | —           | —           | 30          | —           | —           | —           | 14          | 47          | 29          | —           | —           | —           | —           | —           |                                     | Men and Women                    |
| 1988                                                                                               | I Won't Feel Bad                          | 68          | —           | —           | —           | —           | —           | —           | —           | —           | —           | —           | —           | —           | —           | —           |                                     | Men and Women                    |
| 1989                                                                                               | It's Only Love                            | 13          | 31          | —           | 11          | 30          | 24          | 21          | 7           | 4           | 10          | —           | 31          | —           | 12          | 57          |                                     | A New Flame                      |
| 1989                                                                                               | If You Don't Know Me by Now               | 2           | 1           | 9           | 5           | 1           | 11          | 19          | 4           | 16          | 5           | 2           | 1           | 2           | 12          | 1           | - AUS: Oro - UK: Argento - US: Oro  | A New Flame                      |
| 1989                                                                                               | A New Flame                               | 17          | 48          | —           | 33          | —           | 43          | 55          | 28          | —           | 31          | —           | 22          | —           | —           | —           |                                     | A New Flame                      |
| 1989                                                                                               | You've Got It                             | 46          | —           | —           | —           | 48          | —           | —           | 14          | 43          | —           | —           | —           | —           | —           | —           |                                     | A New Flame                      |
| 1991                                                                                               | Something Got Me Started                  | 11          | 29          | 5           | 15          | 11          | 19          | 11          | 8           | 5           | 3           | —           | 10          | 18          | 6           | 23          |                                     | Stars                            |
| 1991                                                                                               | Stars                                     | 8           | 29          | 18          | 16          | 17          | 24          | 19          | 13          | 11          | 15          | —           | 32          | 32          | 11          | 44          | - ITA: Oro - UK: Platino            | Stars                            |
| 1992                                                                                               | For Your Babies                           | 9           | 55          | 23          | 30          | 39          | 46          | 43          | 11          | —           | 40          | —           | 47          | —           | —           | —           |                                     | Stars                            |
| 1992                                                                                               | Thrill Me                                 | 33          | —           | —           | —           | —           | —           | —           | 30          | —           | 58          | —           | —           | —           | —           | —           |                                     | Stars                            |
| 1992                                                                                               | Your Mirror                               | 17          | —           | —           | —           | —           | —           | 59          | 28          | —           | —           | —           | —           | —           | —           | —           |                                     | Stars                            |
| 1995                                                                                               | Fairground                                | 1           | 7           | 5           | 2           | —           | 26          | 5           | 1           | 1           | 5           | —           | 6           | 17          | 6           | —           | - AUS: Oro - GER: Oro - UK: Platino | Life                             |
| 1995                                                                                               | Remembering the First Time                | 22          | —           | —           | —           | —           | —           | 55          | —           | —           | 23          | —           | 30          | —           | —           | —           |                                     | Life                             |
| 1996                                                                                               | Never Never Love                          | 18          | 42          | —           | —           | —           | —           | —           | —           | —           | —           | —           | —           | —           | —           | —           |                                     | Life                             |
| 1996                                                                                               | We're in This Together                    | 11          | —           | 23          | —           | —           | —           | 32          | —           | —           | 34          | —           | —           | —           | —           | —           |                                     | Life                             |
| 1996                                                                                               | Angel                                     | 4           | —           | —           | 62          | —           | —           | 71          | 23          | 14          | —           | —           | 11          | —           | —           | —           | - UK: Argento                       | Greatest Hits                    |
| 1997                                                                                               | Night Nurse                               | 13          | —           | —           | —           | —           | —           | 84          | —           | —           | —           | —           | 44          | —           | —           | —           |                                     | Blue                             |
| 1998                                                                                               | Say You Love Me                           | 7           | —           | 18          | 54          | —           | —           | 49          | 15          | 10          | 71          | —           | —           | —           | —           | —           |                                     | Blue                             |
| 1998                                                                                               | The Air That I Breathe                    | 6           | —           | 17          | 65          | —           | —           | 66          | —           | —           | 82          | —           | —           | —           | —           | —           |                                     | Blue                             |
| 1998                                                                                               | Ghetto Girl                               | 34          | —           | —           | —           | —           | —           | —           | —           | —           | —           | —           | —           | —           | —           | —           |                                     | Blue                             |
| 1998                                                                                               | To Be Free                                | —           | —           | —           | —           | —           | —           | 88          | —           | —           | —           | —           | —           | —           | —           | —           |                                     | Blue                             |
| 1999                                                                                               | Ain't That a Lot of Love                  | 14          | —           | 29          | 48          | —           | —           | 55          | —           | 30          | 68          | —           | 41          | —           | 45          | —           |                                     | Love and the Russian Winter      |
| 2000                                                                                               | Your Eyes                                 | 26          | —           | —           | —           | —           | —           | 95          | —           | —           | —           | —           | —           | —           | —           | —           |                                     | Love and the Russian Winter      |
| 2003                                                                                               | Sunrise                                   | 7           | 35          | 25          | 35          | 3           | 17          | 14          | 14          | 4           | 6           | —           | 11          | —           | 22          | —           | - CAN: Oro - UK: Argento            | Home                             |
| 2003                                                                                               | Fake                                      | 21          | 97          | —           | 54          | —           | —           | 43          | 49          | 7           | 19          | —           | —           | —           | 41          | —           |                                     | Home                             |
| 2003                                                                                               | You Make Me Feel Brand New                | 7           | —           | 47          | —           | —           | —           | 43          | —           | 14          | 43          | —           | —           | —           | 76          | —           |                                     | Home                             |
| 2004                                                                                               | Home                                      | 40          | —           | —           | —           | —           | —           | —           | —           | —           | 74          | —           | —           | —           | —           | —           |                                     | Home                             |
| 2005                                                                                               | Perfect Love                              | 30          | —           | 23          | 59          | —           | —           | 45          | —           | 13          | 69          | —           | —           | —           | 34          | —           |                                     | Simplified                       |
| 2006                                                                                               | Something Got Me Started / A Song for You | 108         | —           | —           | —           | —           | —           | —           | —           | —           | —           | —           | —           | —           | —           | —           |                                     | Simplified                       |
| 2006                                                                                               | Oh! What a Girl!                          | 57          | —           | 43          | —           | —           | —           | 68          | —           | 6           | —           | —           | —           | —           | 23          | —           |                                     | Stay                             |
| 2007                                                                                               | So Not Over You                           | 34          | —           | 36          | 70          | —           | —           | 65          | —           | 2           | 31          | —           | —           | —           | —           | —           |                                     | Stay                             |
| 2007                                                                                               | Stay                                      | 36          | —           | —           | —           | —           | —           | —           | —           | 28          | —           | —           | —           | —           | —           | —           |                                     | Stay                             |
| 2007                                                                                               | The World and You Tonight                 | 104         | —           | —           | —           | —           | —           | —           | —           | —           | —           | —           | —           | —           | —           | —           |                                     | Stay                             |
| 2008                                                                                               | Go Now                                    | 157         | —           | —           | —           | —           | —           | —           | —           | —           | —           | —           | —           | —           | —           | —           |                                     | Simply Red 25: The Greatest Hits |
| 2015                                                                                               | Shine On                                  | —           | —           | —           | —           | —           | —           | —           | —           | —           | —           | —           | —           | —           | —           | —           |                                     | Big Love                         |
| 2015                                                                                               | The Ghost of Love                         | —           | —           | —           | —           | —           | —           | —           | —           | —           | —           | —           | —           | —           | —           | —           |                                     | Big Love                         |
| 2019                                                                                               | Thinking of You                           | —           | —           | —           | —           | —           | —           | —           | —           | —           | —           | —           | —           | —           | —           | —           |                                     | Blue Eyed Soul                   |
| 2019                                                                                               | Sweet Child                               | —           | —           | —           | —           | —           | —           | —           | —           | —           | —           | —           | —           | —           | —           | —           |                                     | Blue Eyed Soul                   |
| "—" indica una pubblicazione che non si è classificata o che non è stata pubblicata in quel Paese. |                                           |             |             |             |             |             |             |             |             |             |             |             |             |             |             |             |                                     |                                  |

## Videografia
| Anno | Titolo                                                      | Certificazioni |
| ---- | ----------------------------------------------------------- | -------------- |
| 1992 | A Starry Night with Simply Red                              |                |
| 1996 | Greatest Video Hits                                         | - UK: Platino  |
| 1998 | Simply Red - Live in London                                 | - UK: Oro      |
| 2003 | Home Live in Sicily                                         | - UK: Oro      |
| 2005 | Classic Albums: Stars                                       |                |
| 2006 | Cuba!                                                       | - UK: Oro      |
| 2007 | Stay - Live at the Royal Albert Hall                        |                |
| 2008 | Simply Red 25: The Greatest Hits                            |                |
| 2011 | Simply Red Farewell - Live in Concert at Sydney Opera House |                |
| 2018 | Symphonica in Rosso - Live at Ziggo Dome, Amsterdam         |                |